# Abell 1835 IR1916

Image du centre de l'amas de galaxies Abell 1835 (en haut) avec la localisation de la galaxie Abell 1835 IR1916 (cercle blanc). Les vignettes en bas montrent les images de la galaxie lointaine dans la bande R visible (image HST-WFPC) et dans les bandes J-, H- et K. Le fait que la galaxie ne soit pas détectée dans l'image visible mais présente dans les autres - et plus encore dans la bande H - était une indication possible que cette galaxie a un décalage spectral autour de 10. Cependant, depuis que ces résultats ont été publiés, plusieurs investigations supplémentaires ont été entreprises par différentes équipes indépendantes. Une observation profonde avec le Gemini-North Near-Infrared Imager (NIRI) n'a pas détecté la source à des limites de magnitude plus faibles que dans les données ISAAC. De même, une image profonde en bande V prise avec FORS ne montre pas la présence de l'objet. Le statut de cet objet est donc actuellement non résolu.

En astronomie, Abell 1835 IR1916 est un objet hypothétique situé dans la direction de l'amas de galaxies Abell 1835 (en). Sa découverte sur un cliché dans le domaine infrarouge du Very Large Telescope (VLT) de l'observatoire européen austral (ESO) a été annoncée en mars 2004. L'étude spectroscopique de l'objet n'a pu être réalisée en raison de son éclat très faible, mais son décalage vers le rouge a été estimé par des méthodes photométriques à une valeur de 10. La méthode utilisée était une recherche d'un excès de flux lumineux correspondant à la raie d'émission Lyman-alpha. Une telle raie avait été observée à une longueur d'onde comprise entre 1,315 et 1,365 micromètre, à comparer avec la longueur d'onde au repos de la raie Lyman-alpha, de 121.5 nm. Ce rapport d'environ 11 entre les longueurs d'onde a été interprété comme étant dû à un décalage vers le rouge de 10.
À l'époque de l'annonce de la découverte, cela faisait de Abell 1835 IR1916 l'objet astrophysique le plus lointain de l'univers (à l'exception du fond diffus cosmologique, mais il ne s'agit pas d'un objet à proprement parler ; voir l'article en question pour plus de détails). Le fait qu'un objet aussi lointain puisse néanmoins être visible était alors expliqué par le fait que son quasi alignement avec un amas de galaxies d'avant-plan permettait une amplification de sa luminosité par le phénomène de lentille gravitationnelle. C'était d'ailleurs dans le but de détecter des objets lointains amplifiés par lentille gravitationnelle qu'un cliché profond de cet amas de galaxies avait été réalisé. L'objet restait néanmoins extrêmement peu lumineux, à la limite du seuil de détection permis par les instruments.
La première tentative entreprise par la suite pour réobserver cet objet, mi-2004, n'a pas pu confirmer la détection de celui-ci. Il s'est ensuivi une discussion où les méthodes utilisées par les différents groupes ont été confrontées,. Aucune détection de cet objet n'a été faite dans le domaine visible. Des analyses ultérieures n'ont pas clarifié la situation, l'objet s'étant avéré invisible, en particulier sur un cliché plus profond du télescope Gemini dans le même domaine de longueur d'onde que celui des observations initiales du VLT,, mais sans invalider les résultats de l'analyse initiale.
L'objet est désormais considéré comme un objet variable dont la nature reste inconnue. Il n'est plus considéré comme un candidat solide à un objet de très grand décalage vers le rouge par les auteurs de sa découverte,.